# Suibne mac Colmáin
Suibne mac Colmáin (m. 600) fue Rey de Uisnech en Mide de los Clann Cholmáin. Era hijo de Colmán Már mac Diarmato (m. 555/558), también Rey de Uisnech.  Gobernó Uisnech de 587 a 600.
La lista de reyes de Marianus Scotus nombra a Suibne mac Colmáin como Rey Supremo de Irlanda. También pueda ser el Suibne mencionado en el Baile Chuind (El Éxtasis de Conn) Los anales y otras listas de reyes no le dan este título, sin embargo. Fue asesinado en 600 en Brí Dique en el Suaine (cerca del moderno Geashill, Condado de Offaly) por su tío, el rey supremo Áed Sláine mac Diarmato (m. 604) de Síl nÁedo Sláine, a traición, según la Vida de St. Columba de Adomnán.
Los hijos de Suibne, Conall Guthbinn mac Suibni (m. 635) y Máel Dóid mac Suibni (m. 653) fueron también reyes de Uisnech. Su hija Uasal ingen Suibni (m. 643) se casó con Fáelán mac Colmáin (m. 666?), Rey de Leinster de los Uí Dúnlainge.